# عبد المنان الدهلوي
عبد المنان الدهلوي (1334 - 1394 هـ / 1915 - 1974 م) هو شاعر ومتصوف ، من أهل الهند.
هو محمد عبد المنان بن عبد السبحان ميواتي الدهلوي. له نظم بالعربية والفارسية.